# نيوستيد (نيويورك)
نيوستيد (بالإنجليزية: Newstead, New York)‏ هي بلدة أمريكية تقع في الولايات المتحدة في نيويورك (ولاية). يقدر عدد سكانها بـ 8,594 نسمة .